# Skócia parlamentje
Ez a szócikk a régi skót parlamentről szól. Az 1999-ben létrehozott testületről lásd: Skót parlament
Skócia parlamentje a Skót Királyság törvényhozó gyűlése volt. Skócia parlamentje, mint a hasonló intézmények másutt is, a király püspökökből és főnemesekből tanácsából alkault ki a középkorban. A skót testület 1235-ben, II. Sándor uralkodása idején már parlamentnek nevezhető, amikor a "colloquium" (latin "megbeszélés") néven említik, ls már voltak politikai és jogi feladatai. A 14. század elejére a lovagok és földbirtokosok részvétele fontossá vált. 1326-tól a királyi városok (royal burgh) királyi megbízottjai és részt vettek. A három rendből - a papság, a nemesség és a városok - álló egykamarás parlament szavazta meg az adókat és fontos szerepet játszott az igazságszolgálttaás, a külpolitika, a háború ügyeiben és sok egyéb területen.
Parlamenti jellegű feladatokat láttak el testvérintézményei, az Általános Tanács és a Rendek Konvenciója is. Ezek is intézték az adózással, törvénykezéssel és politika formálással kapcsolatos ügyeket, de nem rendelkeztek teljes parlamenti jogkörrel.
Skócia parlamentje több, mint négy évszázadig ülésezett, mielőtt az 1707-es egyesülési szerződés idején megszüntették. Ezt követően Nagy-Britannia parlamentje látta el a skót és az angol parlament feladatait is, és létrejött Nagy-Britannia Királysága. Ez az Egyesült Királyság parlamentje néven folytatta munkáját, miután 1801-ben Írország parlamentjét is megszüntették. 1801 januárjától 1927-ig a brit állam hivatalos neve Nagy-Britannia és Írország Egyesült Királysága volt (holott 1922 decemberétől már létezett az Ír Szabadállam).
Az unió előtti skót parlamentet sokáig úgy írták le, mint ami komoly alkotmányos hiányosságokkal bírt és amelynek a feladata kizárólag a rábólintás volt a királyi döntésekre. A 21. század elején végzett kutatások szerint azonban aktív politikai szerepet játszott, és sokszor volt tüske az uralkodók oldalában.

## Fordítás
- Ez a szócikk részben vagy egészben  a   Parliament of Scotland című angol Wikipédia-szócikk ezen változatának fordításán alapul.  Az eredeti cikk szerkesztőit annak laptörténete sorolja fel. Ez a jelzés csupán a megfogalmazás eredetét és a szerzői jogokat jelzi, nem szolgál a cikkben szereplő információk forrásmegjelöléseként.